# Tentative d'assassinat de Moustafa al-Kazimi
La tentative d'assassinat de Moustafa al-Kazimi est survenu le 7 novembre 2021 lorsque les forces armées irakiennes ont signalé que le Premier ministre irakien Moustafa al-Kazimi a survécu à une tentative d'assassinat ce matin-là. Un drone chargé d'explosifs a attaqué sa résidence de Bagdad. Plusieurs membres de son personnel de sécurité ont été blessés. Le bruit court que cette tentative d'assassinat est liée aux affrontements de Bagdad survenus 2 jours auparavant.

## Contexte
De violents affrontements se sont produits à Bagdad après les élections contestées du parlement irakien.

## Réactions
Le président des États-Unis Joe Biden et la ministre britannique des Affaires étrangères Liz Truss ont chacun condamné l'attentat.